# Akos Banlaky

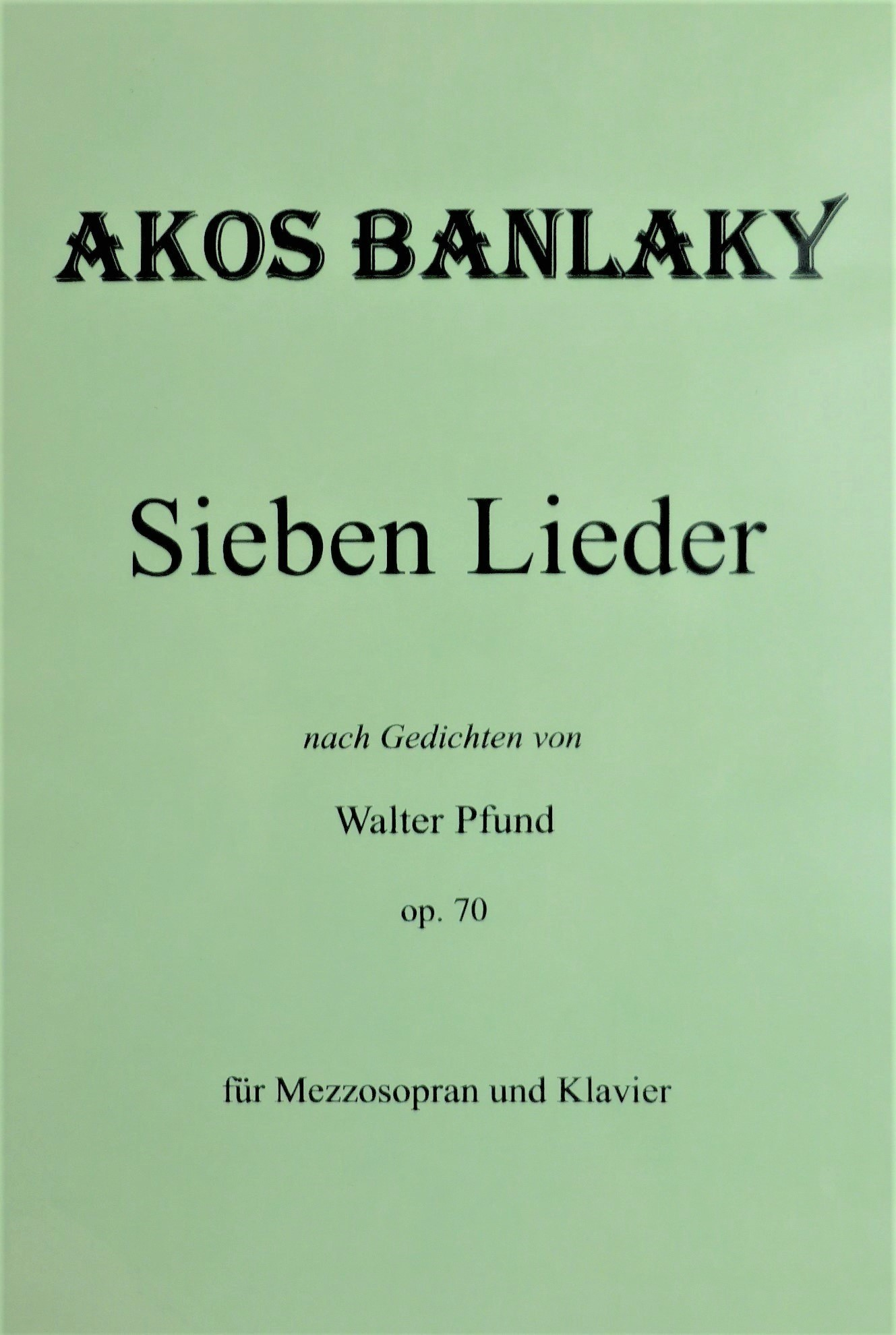
Akos Banlaky: Sieben Lieder nach Walter Pfund, Titelblatt

Akos Banlaky (* 29. Januar 1966 in Mosonmagyaróvár, Ungarn) ist ein österreichischer Komponist und Sänger (Bass).

## Lebensstationen
Banlaky wuchs in Ungarn auf und wechselte während seines Studiums 1991 nach Wien an die Universität für Musik und darstellende Kunst Wien. Als Sänger trat er in diversen Ensembles und Konstellationen auf.

## Werke

### Oper
- Schock – Kurzoper (2004 Tiroler Landestheater Innsbruck, sirene Operntheater Wien)
- Under Milk Wood – Oper in einem Akt nach einem Libretto von Susanne Strobl und Akos Banlaky (2006 Tiroler Landestheater Innsbruck)
- Prinz, Held und Füchsin – Opera buffa in zwei Akten nach einem Libretto von Kristine Tornquist (2008 sirene Operntheater Wien)
- Der Stern des Wallenstein – Kammeroper nach einem Libretto von Leo Perutz in einer Bearbeitung von Kristine Tornquist (2009 sirene Operntheater Wien)
- Cyrano – Oper in drei Akten

### Werke mit Orchester
- Lainzer Festmesse – (Chor Musica Viva Wien UA 17. November 2017 Lainz, 28. Juli 2019 Carinthischer Sommer Ossiach)
- Stabat Mater – für Soli, Chor und Orchester
- Credo – für Soli, Chor und Orchester (2006, Kirche St. Augustin, Wien)
- Divertimento Nr. 1.
- Divertimento Nr. 2. (14. Juni 1998 Großer Sendesaal des ORF)
- Phantasie für Klavier und Orchester
- Valse „la bizarre“ (24. Okt. 2000 Theresiensaal Mödling)

### Kammerwerke
- Tarantella – für Cello Solo / Aufführungen in Ungarn, England, Frankreich (Radio France, März 1994), Wien (Porträtkonzert Alte Schmiede 1996)
- Trio für Klarinette, Fagott und Klavier
- Trio für Violine, Cello und Klavier / Wien, Alte Schmiede 1996
- Sonate für Cello und Klavier / 11. Nov. 1995, Wien
- La follia – für Violine und Klavier / 29. Nov. 1995 Prag, 1996 Wien
- I giardini – 5 sonate da camera:
  - Nr. 1 für Cello und Kontrabaß / 5. Dez. 1995 Wien, Salvatorsaal
  - Nr. 2 für Trompete, Posaune, Klavier, Schlagzeug und Kontrabaß / 1996 Alte Schmiede
  - Nr. 3 für 2 Klaviere
  - Nr. 4 für Violine und Klavier / Auftragswerk der Wiener Festwochen, 12. Mai 1997, Wiener Festwochen
  - Nr. 5 für Streichquartett, Oboe, Basso Continuo / 2005 Mai, Wien
- Streichquintett
- Sonate für Violine und Klavier
- Quartett für Violine, Klarinette, Cello und Klavier / 3. Nov. 2000 Wien, Porträtkonzert
- Les Nymphes – für 12 Celli / CD-Aufnahme
- Abschiedswalzer – für Klarinette, Cello und Klavier / 3. Nov. 2000, Wien
- Klavierquintett (2005 Haus der Komponisten Wien)
- Streichquartett („Schock“)
- 2. Streichquartett
- Moments musicaux – 5 Klavierstücke

### Lieder
- Das Sonettenbuch – 28 Lieder nach Gedichten von Petrarca, Michelangelo, Rilke, Gérard de Nerval, Paul Verlaine, Baudelaire
- Das 2. Sonettenbuch – 28 Lieder nach eigenen Texten
- 5 Goethe-Lieder / Eisenstadt 1996
- 5 Rilke-Lieder / 1994 Radio France
- 5 songs nach E. E. Cummings / 3. Nov. 2000 Wien
- 4 Lieder nach Josef Weinheber / 10. Dez. 2002 Wien
- 4 Lieder (Petrarca usw.)
- La vuci – nach Giovanni Meli für Chor und 2 Klaviere / 19. Apr. 2002, Mödling
- 4 Lieder – nach Heinz P. Adamek für Sopran und Klavier
- 7 Lieder – nach Walter Pfund für Mezzosopran und Klavier
- Liedphantasien:
  - Nr. 1 nach Gedichten von Mara Zampieri für Sopran, Cello und Klavier
  - Nr. 2. nach Gedichten von Petrarca für Bariton, Violine, Cello und Klavier
  - Nr. 3. nach Gedichten von August Adolph von Haugwitz und Georg Rodolf Weckherlin für Sopran, Flöte und Klavier
  - Nr. 13. nach 5 Gedichten an Hedy Kempny von Wolfgang von Miklosich für Sopran, Bariton, Violine, Cello und Klavier